# Теория прямого межчастичного электромагнитного взаимодействия
Теория прямого межчастичного электромагнитного взаимодействия — теория электромагнитного взаимодействия на основе концепции дальнодействия, не использующая понятие электромагнитного поля. Была выдвинута  А. Фоккером, К. Шварцшильдом и Г. Тетроде.
Интеграл действия Фоккера-Шварцшильда-Тетроде для системы электрически заряженных частиц с массами {\displaystyle m_{\alpha }}, электрическими зарядами {\displaystyle e_{\alpha }} и четырёхмерными пространственно-временными координатами {\displaystyle z_{\alpha }(s)} как функциями собственного времени {\displaystyle s} имеет вид:
{\displaystyle W=\sum _{\alpha }\int ds{\dot {z}}_{\alpha }^{2}{\frac {m_{\alpha }}{2}}+\sum _{\alpha >\beta }e_{\alpha }e_{\beta }\int dsds'{\dot {z}}_{\alpha }(s){\dot {z}}_{\beta }(s)\delta ((z_{\alpha }(s)-z_{\beta }(s))^{2})}
здесь {\displaystyle {\dot {z}}_{\alpha }(s)} обозначает производную по собственному времени {\displaystyle s}.
В силу свойств дельта-функции: 
{\displaystyle \delta ((z_{\alpha }(s)-z_{\beta }(s))^{2})=\delta (c^{2}(t_{\alpha \beta })^{2}-r_{\alpha \beta }^{2})={\frac {1}{2|r_{\alpha \beta }|}}(\delta (ct_{\alpha \beta }-r_{\alpha \beta })+\delta (ct_{\alpha \beta }+r_{\alpha \beta }))}
То есть электромагнитное взаимодействие в этой теории представляет собой сумму запаздывающего и опережающего взаимодействия. 
На основе этой теории можно вывести уравнения Максвелла и уравнения движения частицы в электромагнитном поле, следующие из них.
Главным недостатком этой теории является то, что на её основе невозможно объяснить тонкие эффекты взаимодействия частицы с собственным электромагнитным полем, такие как лэмбовский сдвиг. 
В дальнейшем эта теория развивалась  Дж. Уилером и  Р. Фейнманом.
В настоящее время эта теория используется очень редко.